# Isla Portowa
La isla Portowa (en polaco: Wyspa Portowa, literalmente 'isla del Puerto'), es una isla costera de Polonia en aguas del mar Báltico, ubicada entre la bahía de Gdansk, Śmiała Wisła y Leniwka. El territorio de la isla, de 25,7 km², pertenece a la ciudad de Gdansk, y está organizado en dos divisiones:
- Stogi z Przeróbką, con una población de 19.866, una superficie de 16,9 km², y un densidad de 1.173 hab/km².
- Krakowiec-Gorki Zachodnie, con una población de 2.301, una superficie de 8,8 km², y una densidad de 261 hab/km².

La isla tiene una población total de 22.167 personas.

## Historia
Wisłoujście, una fortaleza del siglo XVII que se utilizaba para proteger la desembocadura del puerto de Gdansk se encuentra allí. Uno de los sitios donde comenzó la Segunda Guerra Mundial, llamado Westerplatte (donde se produjo la Batalla de Westerplatte) también se encuentra allí. El puente colgante del Tercer Milenio Juan Pablo II, inaugurado en 2001, es uno de los que conecta la isla al continente.

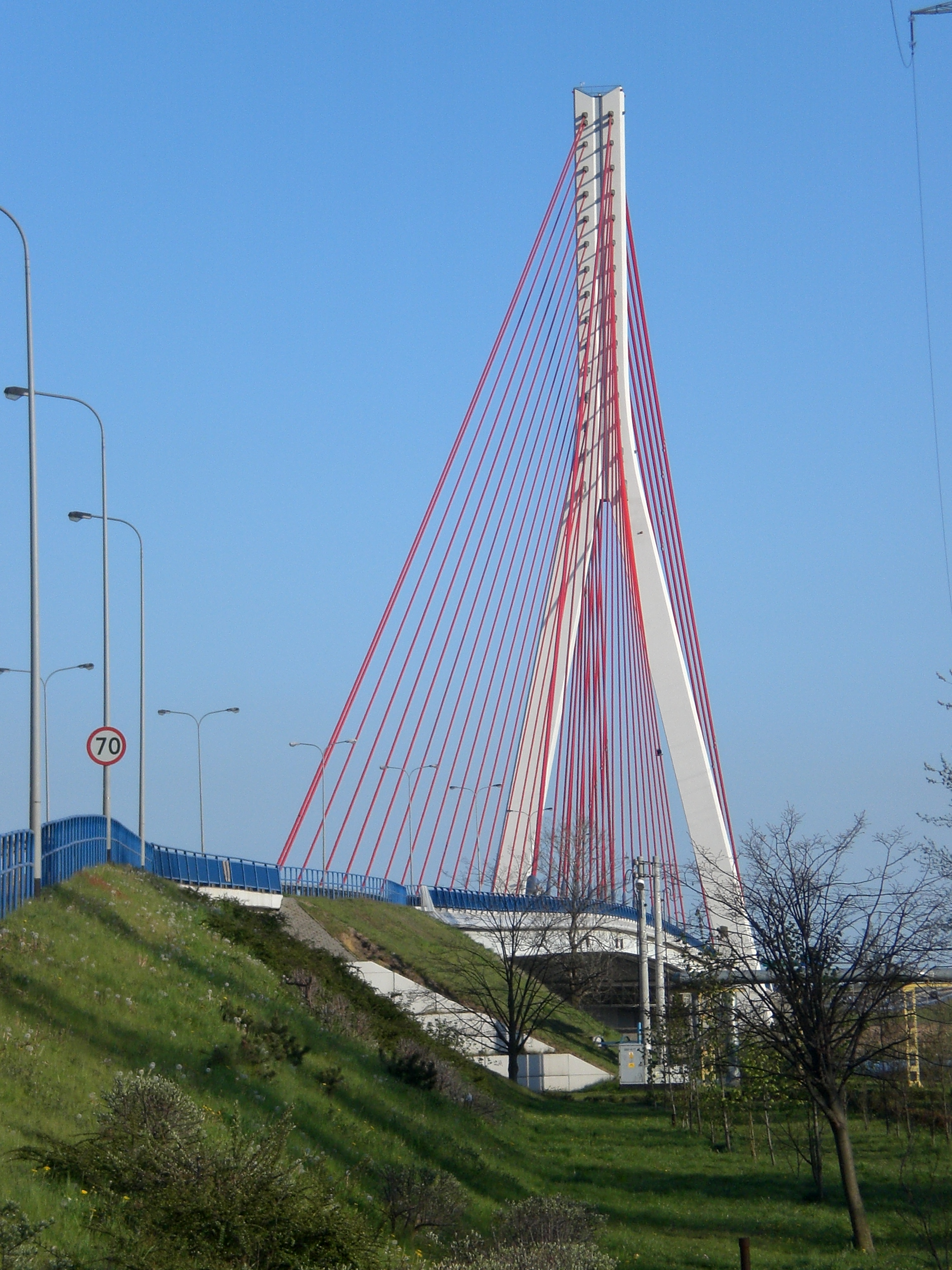
Puente del Tercer Milenio Juan Pablo II

## Economía
La isla es una muy importante zona industrial. La refinería de Gdansk se encuentra allí, junto con muchas instalaciones del puerto de Gdansk.